# Anchotatus similis
Anchotatus similis är en insektsart som beskrevs av Liana 1980. Anchotatus similis ingår i släktet Anchotatus och familjen Proscopiidae. Inga underarter finns listade i Catalogue of Life.